# Église Saint-Matthieu d'Anykščiai
L'église Saint-Matthieu d'Anykščiai est une église catholique située dans la ville d'Anykščiai en Lituanie.
De style néogothique c'est la plus haute église de Lituanie

## Historique
La construction en briques a commencé en 1899 selon les plans de Nikolay Andrejev et s'est terminée en 1909 
Durant la première guerre mondiale les allemands font sauter les parties supérieures des tours qui s'effondrent en endommagent le toit. L'église a été restaurée en 1928 avec des tours plus basses, hautes désormais de 79 m contre 84 m auparavant.

## Dimensions
Les dimensions de l'édifice sont les suivantes  ;
- Hauteur sous voûte de la nef : 36 m

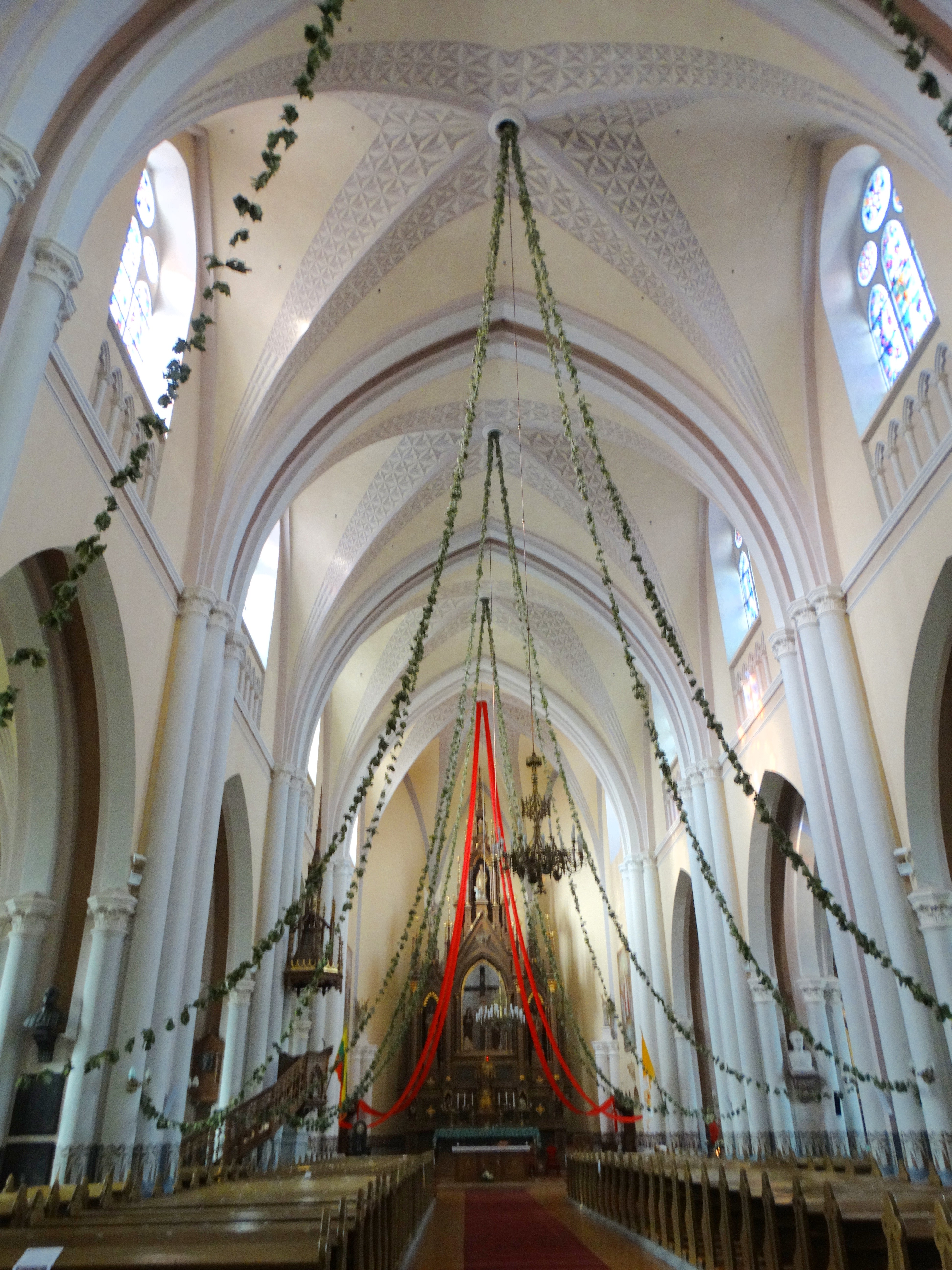
Intérieur de l'église

- Longueur : 64 m
- Hauteur des tours : 79 m
- Largeur : 36 m